# Pijnacker-Nootdorp

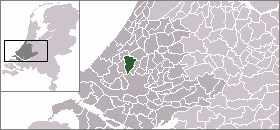
läge i Zuid-Holland

Pijnacker-Nootdorp är en kommun i provinsen Zuid-Holland i Nederländerna. Kommunens totala area är 38,60 km² (där 0,95 km² är vatten) och invånarantalet är på 57 688 invånare (2023). Den bildades den 1 januari 2002 genom sammanslagning av kommunerna  Nootdorp och Pijnacker.